# Jouko Salomäki
Jouko Johannes Salomäki (ur. 26 sierpnia 1962 w Kauhajoki) – fiński zapaśnik w stylu klasycznym.
W 1982 został młodzieżowym mistrzem Europy. Na Igrzyskach Olimpijskich w Los Angeles w 1984 zdobył złoty medal w wadze półśredniej, wygrywając w finale ze Szwedem Rogerem Tallrothem. Odpadł w eliminacjach w Seulu. Do jego osiągnięć należą także dwa medale mistrzostw świata: złoty (1987) i brązowy (1985). Ma w swoim dorobku również dwa medale mistrzostw Europy: srebrny (1987) i brązowy (1986). Zdobył pięć medali na mistrzostwach nordyckich w latach 1977–1986. Jeden raz był mistrzem Finlandii w wadze muszej (1977) i siedem razy w wadze półśredniej (1981, 1982, 1983, 1984, 1985, 1986, 1989).